# Aleste (серия игр)
Aleste — серия видеоигр в жанре вертикального скролл-шутера, разработанная компанией Compile. Первая игра серии, Aleste, была выпущена в 1988 году для домашних компьютеров стандарта MSX2. Впоследствии она была портирована на игровую консоль Sega Master System, а серия получила несколько продолжений как на компьютерах MSX, так и на разных игровых консолях Sega. Одна часть игры также была выпущена для игровой консоли SNES.
В 2004 году компания Square Enix выпустила версию игры для мобильных телефонов.

## Список игр

### MSX2
- Aleste — 1988
- Aleste 2 — 1989
- Aleste Gaiden

### Sega Master System
- Aleste (Power Strike)
- Power Strike 2

### Sega Game Gear
- GG Aleste
- GG Aleste 2 (Power Strike II)
- GG Aleste 3[англ.][2] — 2020, Game Gear Micro

### Sega Mega Drive
- Musha Aleste (M.U.S.H.A.- Северо-американская версия для Sega Genesis, расшифровывается как Metallic Uniframe Super Hybrid Armor) — 1990

### Sega Mega-CD
- Dennin Aleste (Robo Aleste) — 1992

### SNES
- Super Aleste (Space Megaforce в США) — 1992